# Julio Santa Cruz
Julio Santa Cruz (Asunción, Paraguay 16 de abril de 1990) es un futbolista paraguayo formado en las divisiones inferiores del club Cerro Porteño y su equipo actual es el club General Díaz de la Segunda División de Paraguay. Juega en la posición de delantero.

## Vida privada
Es hermano del delantero Roque Santa Cruz.

## Trayectoria

### Inicios
Se inició en las escuelas de fútbol del club Cerro Porteño, Olimpia, Cerro Corá y luego fue fichado nuevamente por el club Cerro Porteño. Tras su paso por el ciclón se lo transfirió por US$ 200 000 a la edad de 16 años al equipo inglés, Blackburn Rovers.

### Olimpia
Después de dos años y medio retornó a Paraguay para fichar por el club Olimpia en el año 2011. Logró disputar con el club la Copa Sudamericana 2012, pero con poca continuidad.

### Deportivo Capiatá
Para la temporada 2013 optó por jugar con el recientemente ascendido a primera división, el Deportivo Capiatá, logrando una histórica clasificación a la Copa Sudamericana 2014 y llegando hasta los octavos de finales, con tan solo 3 años de vida de la institución. Convirtió 5 goles esa temporada.

### Nacional
Durante el Torneo Apertura 2014 jugó en el club Nacional de Asunción. 
El 6 de agosto de 2014 convierte un agónico gol en la final de la Copa Libertadores y así logra empatar el partido que parecía perdido contra San Lorenzo de Almagro. Considerado el gol más importante en la historia de Nacional. Convirtió 5 goles en su primera temporada con el club albo.

## Clubes
| Club                   | País       | Año       |
| ---------------------- | ---------- | --------- |
| Cerro Porteño          | Paraguay   | 2006      |
| Olimpia                | Paraguay   | 2007      |
| Cerro Corá             | Paraguay   | 2008      |
| Cerro Porteño          | Paraguay   | 2009      |
| Blackburn Rovers F. C. | Inglaterra | 2010-2011 |
| Olimpia                | Paraguay   | 2012      |
| Deportivo Capiatá      | Paraguay   | 2013      |
| Nacional               | Paraguay   | 2014-2015 |
| Deportivo Capiatá      | Paraguay   | 2016      |
| Sportivo Trinidense    | Paraguay   | 2017      |
| General Díaz           | Paraguay   | 2017-2018 |
| Pelotas-RS             | Brasil     | 2018      |
| General Díaz           | Paraguay   | 2018-act. |

## Estadísticas
| Club              | Temporada | Liga             | Liga | Liga  | Continental | Continental | Otro | Otro  | Total | Total |
| Club              | Temporada | División         | PJ   | Goles | PJ          | Goles       | PJ   | Goles | PJ    | Goles |
| ----------------- | --------- | ---------------- | ---- | ----- | ----------- | ----------- | ---- | ----- | ----- | ----- |
| Deportivo Capiatá | 2013      | Primera División | 14   | 5     | -           | -           | -    | -     | 14    | 5     |
| Nacional          | 2014      | Primera División | 36   | 4     | 11          | 1           | -    | -     | 47    | 5     |
| Total             | Total     | Total            | -    | -     | -           | -           | -    | -     | -     | -     |

### Participaciones en Copas Nacionales
| Copa               | País     | Resultado        | Partidos | Goles |
| ------------------ | -------- | ---------------- | -------- | ----- |
| Copa Paraguay 2018 | Paraguay | Octavos de final | 3        | 0     |